# Santa Sabina
Santa Sabina (Roma, II secolo – Roma, 126) fu una martire cristiana del II secolo ed è venerata come santa dalla Chiesa cattolica.

## Agiografia
Sabina nacque nel II secolo da una famiglia nobile che, quando ella era ancora giovanissima, la diede in moglie al senatore Valentino.
Si convertì al cristianesimo e frequentò l'ambiente delle catacombe, dove si riunivano i cristiani, perseguitati dallo Stato romano, assieme all'ancella Serapia, che secondo una  tradizione convertì la santa.
Venne catturata durante una messa e, poiché non abiurò, il prefetto Elpidio la condannò alla decapitazione nel 126. Con lei venne decapitata anche Serapia.
Le loro reliquie si trovano oggi nella basilica di Santa Sabina all'Aventino, fondata nel 425 da Pietro d'Illiria, sui resti di un luogo considerato protetto dalla santa.
Un'altra chiesa dedicata a Santa Sabina è quella di San Benedetto dei Marsi, in Abruzzo, edificata con ogni probabilità tra il V e il VI secolo ed elevata a cattedrale della diocesi dei Marsi nel 1057.

## Luoghi di culto
- Roma (Lazio), basilica di Santa Sabina all'Aventino
- Pattada (Sardegna),  chiesa di Santa Sabina
- Silanus (Sardegna), chiesa di Santa Sabina
- San Benedetto dei Marsi (Abruzzo), chiesa di Santa Sabina
- Genova (Liguria), chiesa di Santa Sabina
- Sestri Levante (Liguria), chiesa di Santa Sabina
- Perugia (Umbria), fraz. Santa Sabina, chiesa di Santa Sabina
- Torre Santa Sabina - Carovigno (Puglia) Chiesa di Santa Sabina